# Троцюк Валентин Сергійович
Валентин Сергійович Троцюк (20 червня 1955, Володимир-Волинський — грудень 2008, Київ, Україна) — український радянський актор кіно та театру.

## Біографія та особисте життя
У 1972 році закінчив Володимир-Волинську школу, в 1976 році — Київський державний інститут театрального мистецтва імені І. К. Карпенка-Карого. Працював у Львівському російському драматичному театрі ПрикВО, Київському театрі драми і комедії, Національному академічному драматичному театрі ім. І. Франка, знімався у кінострічках та телевізійних постановах. Пам'ятають його головним чином за ролями в телеспектаклях 1980—1990-х років (зокрема грав Явдоху Зубиху в «Конотопській відьмі»), а також роботами в кіно («Камінна душа», «Фучжоу»). Останніми роками не займався професійною діяльністю та вів замкнений спосіб життя. Помер у Києві на 53-му році життя. Похований коштом театру ім. І. Франка.

## Фільмографія
- 1985 — Напередодні
- 1987 — Конотопська відьма (телеспектакль)
- 1987 — Все перемагає любов
- 1988 — Ранкове шосе — Віталій
- 1988 — Любов до ближнього — Священик
- 1988 — Камінна душа — Бидочук
- 1989 — Розпад — епізод
- 1989 — Поза межами болю
- 1990 — Буйна — мистецтвознавець
- 1990 — Далі польоту стріли
- 1990 — Чорна пантера та Білий ведмідь
- 1991 — Чудо в краю забуття — головна роль
- 1991 — Нам дзвони не грали, коли ми вмирали
- 1991 — Кому вгору, кому вниз
- 1992 — Звір, що виходить із моря
- 1992 — Господи, прости нас грішних (Україна)
- 1993 — Очікуючи вантаж на рейді Фучжоу біля пагоди (Україна) — Ботічеллі
- 1993 — Злочин з багатьма невідомими (Україна) — Юзеф Гадина
- 1993 — Місяцева зозулька (Україна)
- 1993 — Шанс (Україна, короткометражний) — Льоша
- 1994 — Амур і Демон (Україна)
- 1998 — Сьомий маршрут